# Abenteuer von drei Russen und drei Engländern in Südafrika

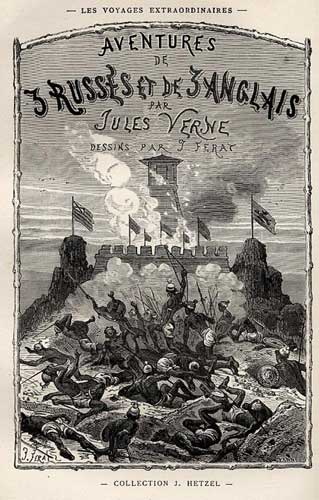
Titelblatt der Aventures de trois russes et de trois anglais dans l’afrique australe mit einer Illustration des Zeichners Jules Férat

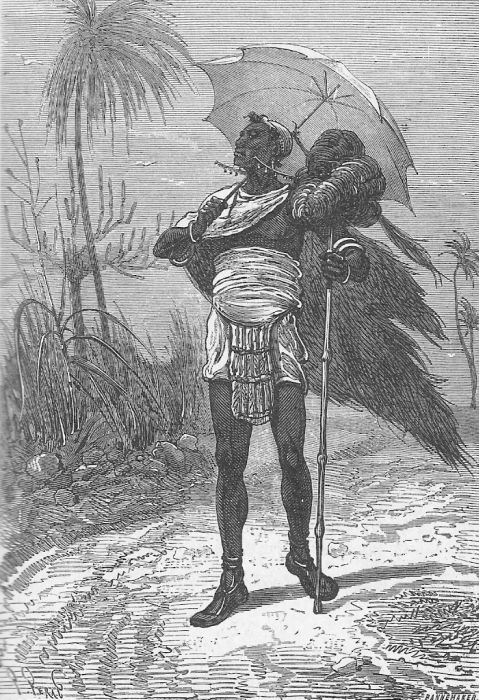
Illustration aus Aventures de trois russes et de trois anglais dans l’afrique australe

Abenteuer von drei Russen und drei Engländern in Südafrika (auch Abenteuer dreier Russen und dreier Engländer in Südafrika) ist ein Roman des französischen Autors Jules Verne. Der Roman wurde erstmals 1872 von dem Verleger Pierre-Jules Hetzel unter dem französischen Titel Aventures de trois Russes et de trois Anglais dans l’Afrique australe veröffentlicht. Die erste deutschsprachige Ausgabe erschien 1875 unter dem Titel Abenteuer von drei Russen und drei Engländern in Süd-Afrika. Der englische Titel des Romans lautet The Adventures of Three Englishmen and Three Russians in South Africa. In englischer Sprache erschien er erstmals unter dem Titel Meridiana: The Adventures of Three Englishmen and Three Russians in South Africa im November 1872. Im Jahre 1874 wurde eine unautorisierte Version von Meridiana mit dem Titel Adventures in the Land of Behemoth veröffentlicht.

## Handlung
Eine englisch-russische Kommission macht sich im Jahre 1854 auf, um in der Kapkolonie Südafrikas in achtzehnmonatiger Arbeit einen Meridiankreis zu messen. Zu gleichen Teilen besteht die Gruppe aus den drei englischen Astronomen Colonel Everest, William Emery und Sir John Murray sowie den drei russischen Astronomen Matthias Strux, Nikolaus Palander und Michael Zorn sowie einem neutralen französischen Wissenschaftler. Begleitet werden diese von einem wackeren Buschmann namens Mokum. Ihr Ziel ist es, Vermessungen durchzuführen, die der exakten Bestimmung des Meters dienen. Im Verlauf des Romans geschieht es, dass die beiden Anführer der Gruppe, Everest und Strux, aus nationalen Unterschieden und aus Gelehrtenneid ständig aneinandergeraten. Als die Expeditionsteilnehmer erfahren, dass es 1854 zum Ausbruch des Krimkrieges gekommen ist, trennt sich die Gruppe aus ebendiesen nationalen Differenzen, um separat ihre Vermessungsarbeiten weiter fortzusetzen. Im Angesicht einer Gefahr, die von einem einheimischen Stamm, den Makololos, ausgeht, schaffen es die russischen und englischen Wissenschaftler jedoch, über ihre nationalen Differenzen hinwegzusehen, und vereinen sich erneut, um ihre Forschungsarbeit gemeinsam zu beenden.

## Hintergrund
Die Einführung des Metrischen Systems verlief in der Vorbereitungsphase nicht reibungslos. Während die Briten einen fachlichen Vorsprung haben, wollen nun die Russen gleichziehen. Verne beschreibt in dem Roman die dazu notwendigen geografischen und geodätischen Informationen. Die wissenschaftliche Grundlage ist die genaue Vermessung der Erdoberfläche und ihrer Gradeinteilung. Die dazu notwendigen Verfahren werden in der Geschichte umfangreich beschrieben.

### Ausgaben
- Jules Verne: Abenteuer von drei Russen und drei Engländern in Afrika. Nach einer alten Übersetzung bearbeitet von Manfred Hoffmann. Verlag Neues Leben, Berlin 1989, ISBN 3-355-00864-8.

### Sekundärliteratur
- Jacques Crovisier: Géodésiens et astronomes réels ou fictifs dans les ‚Aventures de trois Russes et de trois Anglais dans l’Afrique Australe‘. In: Verniana. Band 6, 2013–2014, S. 93–110 (verniana.org).
- Heinrich Pleticha (Hrsg.): Jules Verne Handbuch. Deutscher Bücherbund / Bertelsmann, Stuttgart / München 1992.
- Volker Dehs, Ralf Junkerjürgen: Jules Verne. Stimmen und Deutungen zu seinem Werk. Phantastische Bibliothek Wetzlar, Wetzlar 2005.
- Volker Dehs: Jules Verne. Eine kritische Biographie. Artemis & Winkler, Düsseldorf 2005, ISBN 3-538-07208-6.
- Brian Taves u. a.: The Jules Verne Encyclopedia. Scarecrow Press, Lanham 1996, ISBN 0-8108-2961-4.